# Schachawald
Koordinaten: 48° 12′ 36″ N, 13° 11′ 8″ O
Der Schachawald ist ein Waldgebiet bei Moosbach im Innviertel Oberösterreichs.

## Lage und Landschaft
Der Wald befindet sich im Inn- und Hausruckviertler Hügelland etwa 12 Kilometer südöstlich von Braunau am Inn am Nordfuß des Kobernaußerwalds. Er erstreckt sich etwa 3½ Kilometer in Nord-Süd-Richtung und 2½ Kilometer West-Ost-Ausdehnung zwischen Weng im Innkreis und Treubach, östlich von Moosbach. Er liegt fast vollständig auf Moosbacher Gemeindegebiet, die Südspitze gehört zu Treubach. Zusammen mit dem östlich anschließenden Gaugshamer Wald bildet er das größte geschlossene Waldgebiet des Innviertler Hügellands.
Seine höchste Erhebung hat er im Schloßberg (ca. 440 m ü. A.) bei der Ortschaft Schacha.
Der Wald ist als Forstwald fast ausschließlich Fichtenbestand, nur im Nordosten ist ein kleiner Teil mit Laub-Nadel-Mischforst bestanden.

## Geschichte
Der Name ist die bairisch häufige Schreibung von Schachen (althochdeutsch scahho) ‚Gehölz‘, meist als Waldrest der Rodungen, das -wald ist wohl wegen des Orts Schacha, der selbst ursprünglich nach dem Wald heißt, später beigefügt.
Noch im Mittelalter erstreckte sich zwischen Gaugshamer- und Schachawald einerseits und dem Kobernaußerwald und Hausruck ein ausgedehntes Waldgebiet. Das Gebiet von Treubach bis Lohnsburg wurde erst im Hochmittelalter gerodet, sodass der Schachawald zur Waldinsel wurde. Diese Rodungszone ist durch die -eck, -schlag und -reut-Namen markiert, die -ed-Namen zeigen ältere, wiederbesiedelte Siedlungsstellen.

## Freizeit, Kultur und Sehenswürdigkeiten
Der Wald ist ein wichtiges Naherholungsgebiet und von etlichen Wanderwegen durchzogen.
Besonderheiten sind:
- Keltenschanze Moosbach, bei Hufnagl, eine alte Wallanlage
- Burgstall Schloßberg oberhalb der Keltenschanze, abgegangene Burg[4]
- Eustachius, ein Marterl, mitten im Wald[5]

## Windenergie-Vorrangzone Schachawald
Mit dem Windkraftmasterplan Oberösterreich wurde 2011 der Vorrangzonenstandortraum Schachawald ausgewiesen. Hier erscheint nach Beurteilung durch die Arbeitsgruppe Windenergie der Landesregierung ein Ausbau der Windenergie wirtschaftlich, ökologisch und auch landschaftsschützerisch vertretbar.
Ein Projekt mit 4 Anlagen wurde aber 2012 von der Gemeinde Moosbach wegen mangelnden Vorteilen für die ansässige Bevölkerung abgelehnt.
Der Gaugshamerwald ist ebenfalls als Vorrangzone vorgesehen.